# D'istanti
D'istanti è il primo album in studio del gruppo musicale italiano Jolaurlo, pubblicato nel 2005.

## Descrizione
L'album è stato pubblicato dall'etichetta discografica indipendente Tube Records, con la produzione artistica di Vinci Acunto.

## Tracce
1. Lasciami
2. Ansiolitic
3. D'Istanti
4. Disconnection
5. Naif
6. Semplice ed Imperfetta
7. Missione e Sottomissione
8. Teatro di Burattini
9. Speciale Video